# Salpa thompsoni
Salpa thompsoni — вид покривників класу сальп (Salpae). Вид мешкає у холодних водах Південного океану (Антарктика). Максимальний розмір тіла сальпи досягає 4,2 см. Вони можуть існувати і як одиночна особина, а можуть об'єднюватись у колонії.